# Michele di Grecia
Michele, principe di Grecia e Danimarca (nato Μιχαήλ της Ελλάδας (Michaḯl tis Elládas, Michaḯl di Grecia); Roma, 7 gennaio 1939 – Atene, 28 luglio 2024), è stato un nobile e scrittore greco, cugino del principe Filippo, duca di Edimburgo per linea paterna.

## Biografia
Michele nacque il 7 gennaio 1939, figlio di Cristoforo, principe ed ultimo figlio del re Giorgio I di Grecia, e della seconda moglie Francesca d'Orléans, secondogenita di Giovanni, duca di Guisa nonché pretendente orleanista del trono di Francia. 
I suoi padrini furono la regina Elena di Romania e Giorgio II di Grecia, entrambi suoi cugini di primo grado. Nel 1940, all'età di appena un anno, perse il padre. Durante la seconda guerra mondiale si rifugiò a Larache in Marocco e in Spagna, assieme agli Orléans.
Una volta che la madre morì nel 1953, si recò in Francia dove il 24 giugno 1950 venne abrogata la legge di esilio contro le ex famiglie regnanti francesi. Da allora si stabilì con lo zio Enrico ed i suoi figli.
Studiò scienze politiche a Parigi per poi ritornare in patria, in Grecia, dove entrò nelle forze armate elleniche, prestando servizio nella Guardia costiera greca, congedato col grado di Sottotenente. Nel 1964, con la morte del primo cugino re Paolo, divenne terzo in successione al trono, dopo la principessa Irene, sorella di Costantino II, e il principe Pietro, figlio del principe Giorgio di Candia.
Il 7 febbraio 1965 sposò Marina Karella, artista e appartenente ad una distinta famiglia greca. La celebrazione si tenne nel Palazzo reale di Atene. Il matrimonio fu comunque considerato morganatico, di conseguenza il principe dovette rinunciare ai diritti di successione per sé e per i suoi discendenti. Il re Costantino II ammise l'uso del titolo di principe e di principessa di Grecia, ma non di Grecia e Danimarca, e senza il trattamento di altezza reale.
Durante la sua vita e dopo l'esilio, causato dalla caduta della monarchia greca, si dedicò alla scrittura, in lingua francese, di romanzi e saggi storici, guadagnandosi il Prix Cazes nel 1970.
Morì ad Atene il 28 luglio 2024 all'età di 85 anni. A darne notizia fu Casa Savoia tramite un comunicato stampa. Il 17 luglio 2024, poco prima di morire, divenne l'ultimo pronipote sopravvissuto del re Cristiano IX di Danimarca, a seguito della morte di Christian Ludwing Gustav Fritz Castenskiold, figlio della principessa Dagmar di Danimarca e nipote del re Federico VIII

## Discendenza
Dal matrimonio tra il principe Michele e Marina Karella nacquero due figlie:
- Alexandra Elli Francisca di Grecia (15 ottobre 1968), sposata con Nicolas Mirzayantz, dirigente d'azienda.[11]
- Olga Isabelle di Grecia (17 novembre 1971), sposata nel 2008 con Aimone d'Aosta, figlio di Amedeo di Savoia-Aosta.

## Ascendenza
|                                |                   |                                  | Genitori                           |  |  | Nonni |  |  | Bisnonni                  |  |  | Trisnonni                                                      |  |
|                                |                   |                                  |                                    |  |  |       |  |  | Cristiano IX di Danimarca |  |  | Federico Guglielmo di Schleswig-Holstein-Sonderburg-Glücksburg |  |
|                                |                   |                                  |                                    |  |  |       |  |  | Cristiano IX di Danimarca |  |  | Federico Guglielmo di Schleswig-Holstein-Sonderburg-Glücksburg |  |
|                                |                   | Luisa Carolina d'Assia-Kassel    |                                    |  |  |       |  |  | Cristiano IX di Danimarca |  |  |                                                                |  |
| Giorgio I di Grecia            |                   |                                  |                                    |  |  |       |  |  | Cristiano IX di Danimarca |  |  |                                                                |  |
|                                |                   | Luisa d'Assia-Kassel             | Guglielmo d'Assia-Kassel           |  |  |       |  |  |                           |  |  |                                                                |  |
|                                |                   | Luisa d'Assia-Kassel             | Guglielmo d'Assia-Kassel           |  |  |       |  |  |                           |  |  |                                                                |  |
|                                |                   | Luisa d'Assia-Kassel             | Luisa Carlotta di Danimarca        |  |  |       |  |  |                           |  |  |                                                                |  |
| Cristoforo di Grecia-Danimarca |                   | Luisa d'Assia-Kassel             |                                    |  |  |       |  |  |                           |  |  |                                                                |  |
|                                |                   | Konstantin Nikolaevič Romanov    | Nicola I di Russia                 |  |  |       |  |  |                           |  |  |                                                                |  |
|                                |                   | Konstantin Nikolaevič Romanov    | Nicola I di Russia                 |  |  |       |  |  |                           |  |  |                                                                |  |
|                                |                   | Konstantin Nikolaevič Romanov    | Carlotta di Prussia                |  |  |       |  |  |                           |  |  |                                                                |  |
| Ol'ga Konstantinovna Romanova  |                   | Konstantin Nikolaevič Romanov    |                                    |  |  |       |  |  |                           |  |  |                                                                |  |
|                                |                   | Alessandra di Sassonia-Altenburg | Giuseppe di Sassonia-Altenburg     |  |  |       |  |  |                           |  |  |                                                                |  |
|                                |                   | Alessandra di Sassonia-Altenburg | Giuseppe di Sassonia-Altenburg     |  |  |       |  |  |                           |  |  |                                                                |  |
|                                |                   | Alessandra di Sassonia-Altenburg | Amalia di Württemberg              |  |  |       |  |  |                           |  |  |                                                                |  |
| Michele di Grecia-Danimarca    |                   | Alessandra di Sassonia-Altenburg |                                    |  |  |       |  |  |                           |  |  |                                                                |  |
|                                | Roberto d'Orléans | Ferdinando Filippo d'Orléans     |                                    |  |  |       |  |  |                           |  |  |                                                                |  |
|                                | Roberto d'Orléans | Ferdinando Filippo d'Orléans     |                                    |  |  |       |  |  |                           |  |  |                                                                |  |
|                                | Roberto d'Orléans | Elena di Meclemburgo-Schwerin    |                                    |  |  |       |  |  |                           |  |  |                                                                |  |
| Giovanni d'Orléans             | Roberto d'Orléans |                                  |                                    |  |  |       |  |  |                           |  |  |                                                                |  |
|                                |                   | Francesca Maria d'Orléans        | Francesco d'Orléans                |  |  |       |  |  |                           |  |  |                                                                |  |
|                                |                   | Francesca Maria d'Orléans        | Francesco d'Orléans                |  |  |       |  |  |                           |  |  |                                                                |  |
|                                |                   | Francesca Maria d'Orléans        | Francesca di Braganza              |  |  |       |  |  |                           |  |  |                                                                |  |
| Francesca d'Orléans            |                   | Francesca Maria d'Orléans        |                                    |  |  |       |  |  |                           |  |  |                                                                |  |
|                                |                   | Luigi Filippo Alberto d'Orléans  | Ferdinando Filippo d'Orléans       |  |  |       |  |  |                           |  |  |                                                                |  |
|                                |                   | Luigi Filippo Alberto d'Orléans  | Ferdinando Filippo d'Orléans       |  |  |       |  |  |                           |  |  |                                                                |  |
|                                |                   | Luigi Filippo Alberto d'Orléans  | Elena di Meclemburgo-Schwerin      |  |  |       |  |  |                           |  |  |                                                                |  |
| Isabella d'Orléans             |                   | Luigi Filippo Alberto d'Orléans  |                                    |  |  |       |  |  |                           |  |  |                                                                |  |
|                                |                   | Maria Isabella d'Orléans         | Antonio d'Orléans                  |  |  |       |  |  |                           |  |  |                                                                |  |
|                                |                   | Maria Isabella d'Orléans         | Antonio d'Orléans                  |  |  |       |  |  |                           |  |  |                                                                |  |
|                                |                   | Maria Isabella d'Orléans         | Luisa Ferdinanda di Borbone-Spagna |  |  |       |  |  |                           |  |  |                                                                |  |
|                                |                   | Maria Isabella d'Orléans         |                                    |  |  |       |  |  |                           |  |  |                                                                |  |

## Opere
Michele di Grecia fu autore di numerosi saggi e romanzi:
- Ma sœur l'histoire, ne vois-tu rien venir ? (1970)
- La Crète, épave de l'Atlantide (1971)
- Andronic (1976)
- La nuit du Sérail (1982)
- Joyaux des couronnes d'Europe (1982)
- Grèce (1983)
- La femme sacrée (1984)
- L'envers du soleil (1984)
- L'ogre (1986)
- Le palais des larmes (1988)
- Le dernier sultan (1991)
- La Bouboulina (1993)
- L'impératrice des adieux (1998), ediz. it.: L'Imperatrice degli addii. Carlotta d'Asburgo dalla Corte di Vienna al trono del Messico, Mondadori Ed. Coll. Le Scie (2000)
- La nuit blanche de Saint-Pétersbourg (2000)
- Romans orientaux (2000)
- La conjuration de Jeanne (2002)
- Mémoires insolites (2004)
- Le ruban noir de Lady Beresford et autres histoires inquiétantes (2005)
- Les joyaux des tsars (2006)
- Le Rajah Bourbon (2007)